# St Barth Commuter
 (avril 2018).

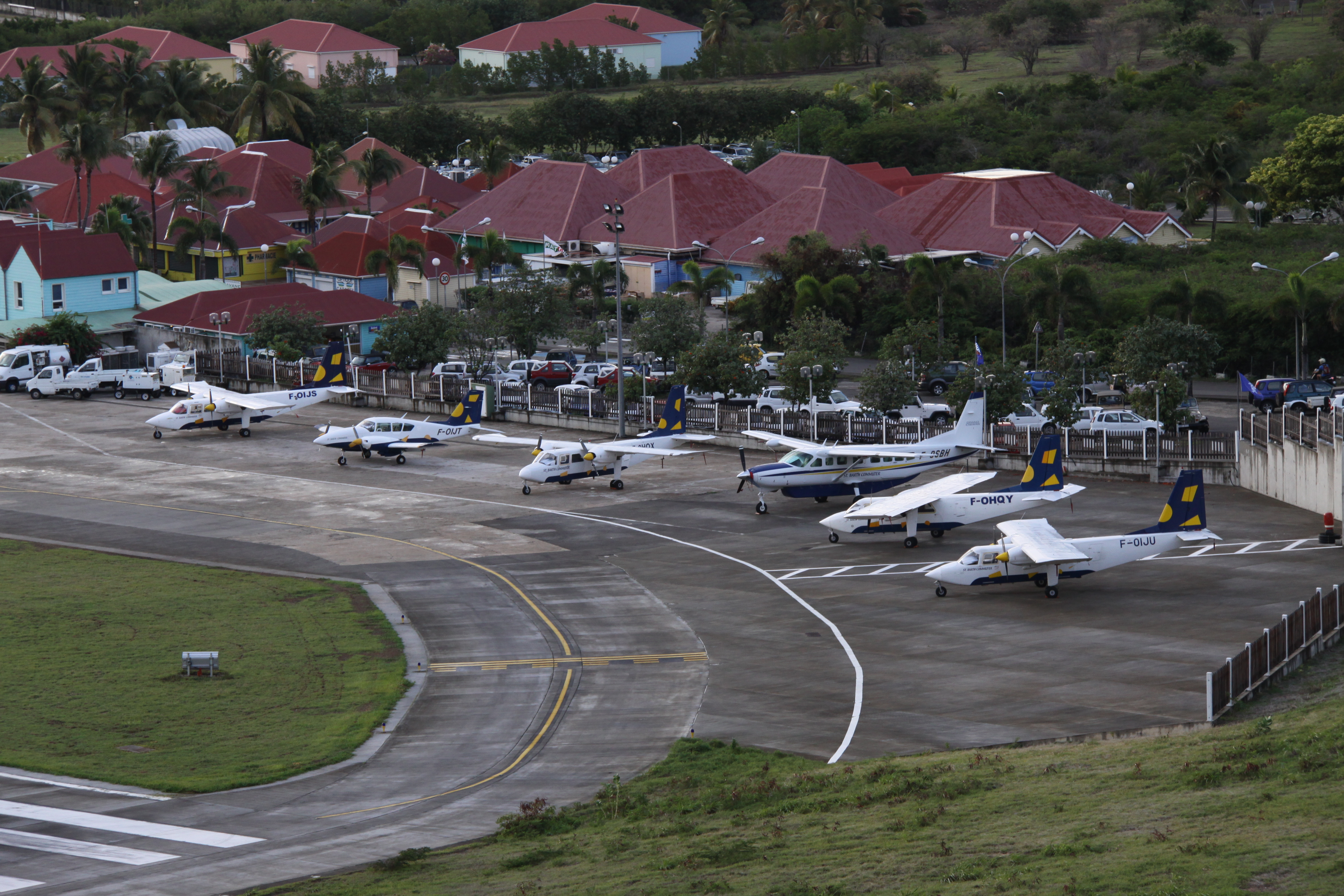
Flotte de St Barth Commuter

St Barth Commuter est une compagnie aérienne française basée à Saint-Barthélemy, collectivité territoriale des Antilles françaises.
Elle assure des vols réguliers entre Saint-Barthélemy, Saint-Martin, Guadeloupe et Antigua, ainsi que des vols à la demande dans l'ensemble de la Caraïbe.

## Histoire
En 1995, la compagnie St Barth Commuter est fondée par Bruno Magras et Michel Martinon avec deux Britten-Norman BN2A Islander F-OGXA et F-OGXB. Elle effectue alors des vols à la demande entre les îles de Saint-Barthélemy et Saint-Martin.
En 1996, Bruno Magras devient unique propriétaire de la société.
En 1998, la compagnie achète le Britten-Norman BN2A Islander F-OHQX.
En 2000, la compagnie achète le Britten-Norman BN2B Islander F-OHQY.
En 2001, la compagnie achète le Britten-Norman BN2B Islander F-OIJS.
En 2006, la compagnie achète le Britten-Norman BN2B Islander F-OIJU.
En 2009, la compagnie achète le Cessna Caravan C208B F-OSBH
En 2010, la compagnie achète le Cessna Caravan C208B F-OSBC.
En 2012, la compagnie achète le Cessna Caravan C208B F-OSBM. La même année, elle devient la première compagnie française à bénéficier d’une dérogation à l’OPS 1.525 a) pour utiliser des avions monomoteurs en conditions IMC et/ou de nuit en transport aérien commercial avec passagers.
En 2013, la compagnie achète le Cessna Caravan C208B F-OSBS.
En 2017, Bruno Magras quitte la direction de la compagnie. Il est remplacé par son fils, Bertrand Magras.

## Destinations
Base :

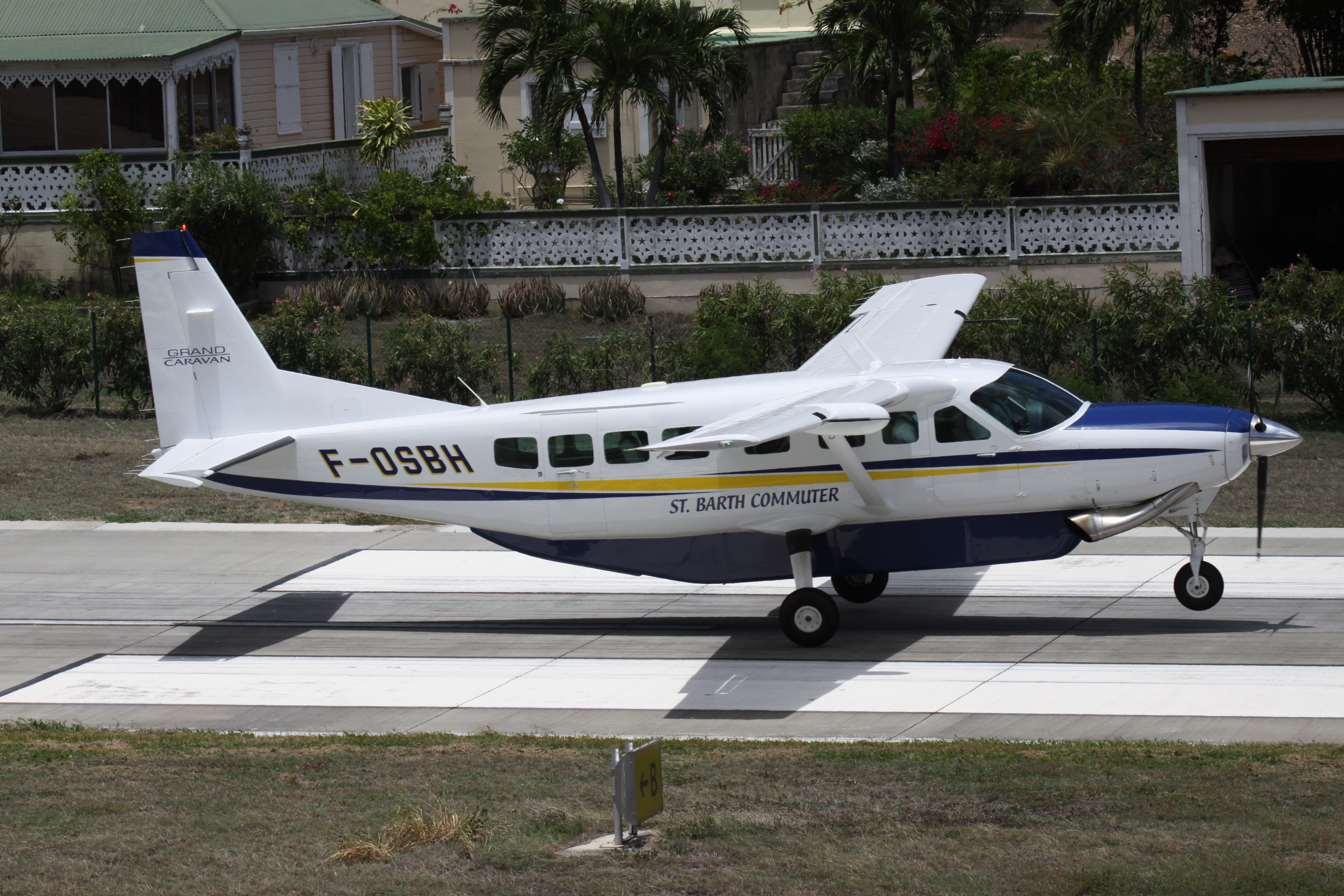
Cessna Caravan 208B

- Saint-Barthélemy - Aéroport Gustaf III (SBH)

### Vols réguliers
- Saint-Martin - Aéroport international Princess Juliana (SXM)
- Saint-Martin - Aéroport de Grand-Case Espérance (SFG)
- Antigua-et-Barbuda
- Guadeloupe - Guadeloupe - Maryse Condé|T2 (PTP)

### Vols à la demande
- Antilles françaises
  - Guadeloupe
  - Martinique
- Saint-Martin
  -  Saint-Martin
- Pays-Bas caribéens
  - Saint-Eustache ou Sint Eustatius
- Antigua-et-Barbuda
  - Antigua
  - Barbuda
- Anguilla
- Barbade
  - Barbade ou Barbados
- Grenade
  - Grenade
  - Grenadines
- Îles Vierges des États-Unis
  - Sainte-Croix
  - Saint-Thomas
- Îles Vierges britanniques
  - Tortola
- Porto Rico
- Saint-Christophe-et-Niévès
  - Niévès ou Nevis
  - Saint-Christophe ou Saint-Kitts
- Sainte-Lucie

## Flotte
La flotte était composée en février 2025  de 5 Cessna C208B (F-OSBC, F-OSBM, F-OSBS, F-OSJR, F-OSCO).

## Flotte historique
la flotte était composée historiquement de 6 Britten-Norman BN2-B20 Islander: (F-OGXA, F-OGXB, F-OHQX, F-OHQY, F-OIJS, F-OIJU), d'un Piper PA23 Aztec : (F-OIJT) et du Cessna C208B  (F-OSBH) 